# Nothrus hatanoensis
Nothrus hatanoensis är en kvalsterart som beskrevs av K. Fujikawa 1999. Nothrus hatanoensis ingår i släktet Nothrus och familjen Nothridae. Inga underarter finns listade i Catalogue of Life.